# Estramiac
Estramiac é uma comuna francesa na região administrativa de Occitânia, no departamento de Gers. Estende-se por uma área de 9,69 km². Em 2010 a comuna tinha 146 habitantes (densidade: 15,1 hab./km²).